# Visor från Mumindalen
Visor från Mumindalen är en sångbok från 1993 som den finlandssvenska författaren Tove Jansson skrev tillsammans med sin bror Lars Jansson och Erna Tauro. Det är en uppsamling av klassiska visor inspirerade av figurerna i Muminvärlden. Texterna är skrivna av Tove och Lars Jansson medan musiken är komponerad av Erna Tauro. Visor från Mumindalen publicerades tillsammans med melodistämmor med texter och ackordanalys. Muminpappans visa, Tootickis vintervisa och Julsång för knytt är några av sångerna som återfinns.